# Villa Sunder-Plaßmann

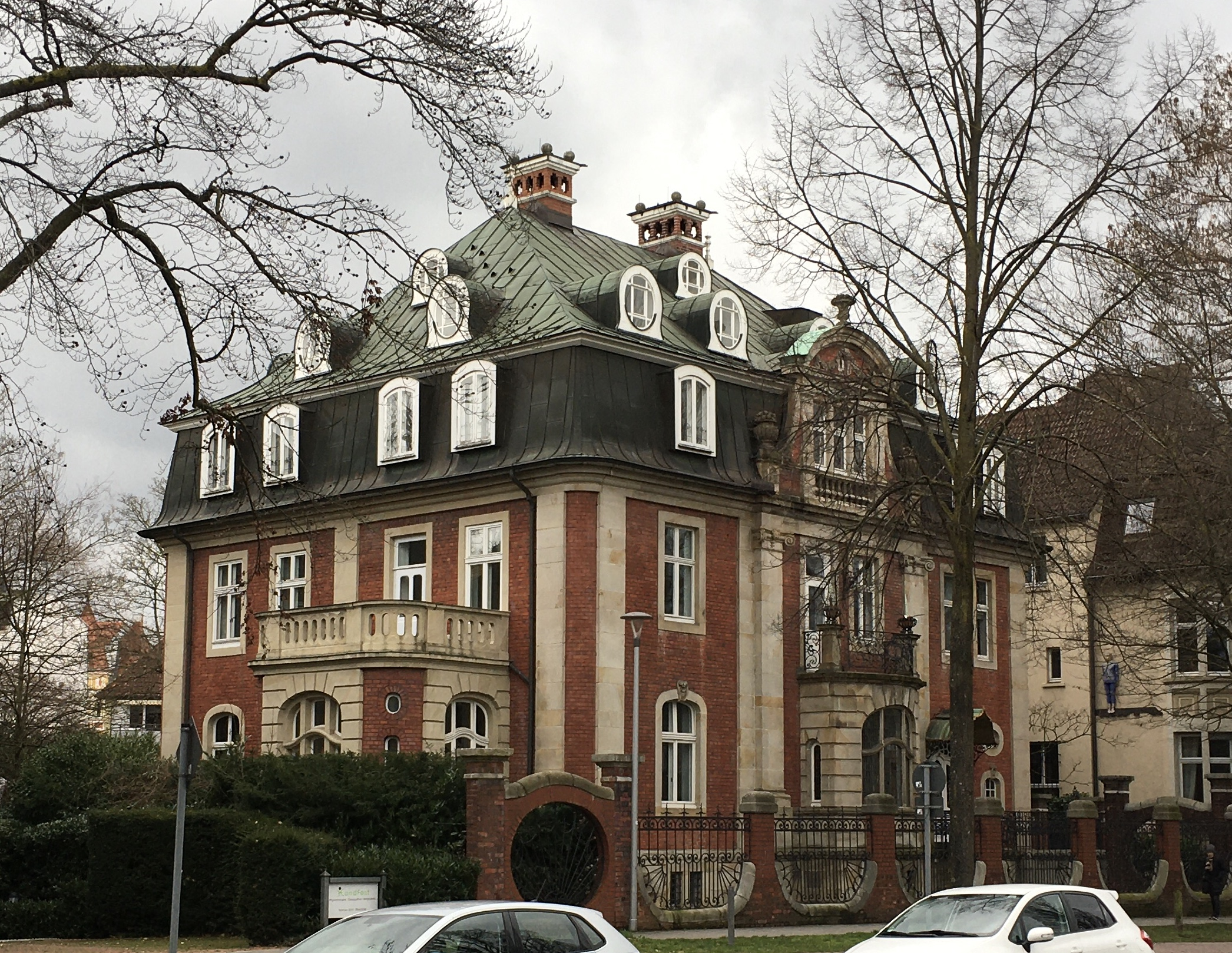
Vorderansicht der Villa Sunder-Plaßmann

Die Villa Sunder-Plaßmann ist eine denkmalgeschützte Stadtvilla im Erphoviertel in der westfälischen Stadt Münster. Sie wurde 1909 vom Dombaumeister und Architekten Wilhelm Sunder-Plaßmann errichtet.

## Lage
Die Villa liegt am Kaiser-Wilhelm-Ring im Erphoviertel. Direkt gegenüber auf der westlichen Seite des Kaiser-Wilhelm-Rings liegt die Villa ten Hompel. 

## Geschichte
Die Ringstraße in Münster wurde 1903 als Allee mit repräsentativen Bauten konzipiert. 1909 erbaute der Dombaumeister Wilhelm Sunder-Plaßmann mit seiner Villa die erste der geplanten Villen am Kaiser-Wilhelm-Ring.
Bei Luftangriffen auf Münster im Zweiten Weltkrieg wurde die Villa teilweise zerstört. Das Dach wurde schwer beschädigt und musste später vollständig ersetzt werden.
Die Villa blieb bis 1985 im Besitz der Familie Sunder-Plaßmann und wurde nach dem Verkauf zunächst als Privatklinik und Wohngebäude genutzt.
Im Jahr 2010 erfolgte ein Rückbau der Villa, die von Nachfahren des Architekten Sunder-Plaßmann durchgeführt und betreut wurden.
2016 wurde die Villa erneut verkauft und soll ausschließlich als Wohngebäude genutzt werden.

## Architektur
Die Architektur der Stadtvilla orientiert sich an den Bauten von Johann Conrad Schlaun.
Das Gebäude weist einen rechteckigen Grundriss mit abgerundeten Ecken auf. Das zweigeschossige Backsteingebäude wird durch Lisenen und Rahmungen der Fenster aus Ibbenbürener Sandstein gegliedert. Insgesamt wird die Gliederung der Fassade durch einen eigenwilligen Eklektizismus bestimmt. Nördlich weist das Gebäude einen Treppenhausrisalit mit Jugendstilfenstern auf. Die seitlichen Wandabschnitte der Hauptfassade zum Kaiser-Wilhelm-Ring hin sind nicht symmetrisch aufgebaut. Auffälligstes Merkmal des Gebäudes ist ein von ionischen Pilastern flankierter übergiebelter Mittelrisalit mit Altan an der Hauptfassade. Das im Zweiten Weltkrieg zerstörte schiefergedeckte Mansarddach wurde durch eine Kupfereindeckung ersetzt. Die Umfriedung wurde im Jugendstil angelegt.